# Ogașu Pietros
Râul Ogașu Pietros este un curs de apă, afluent al râului Cremenița. 